# اسکی‌گومو (بیات)
اسکی‌گومو (به ترکی استانبولی: Eskigömü) یک منطقهٔ مسکونی در ترکیه است که در بیات (افیون قره‌حصار) واقع شده‌است.